# Kempapura, Mulbagal
Kempapura là một làng thuộc tehsil Mulbagal, huyện Kolar, bang Karnataka, Ấn Độ.